# Phytomyza nepetae
Phytomyza nepetae este o specie de muște din genul Phytomyza, familia Agromyzidae, descrisă de Friedrich Georg Hendel în anul 1922. Conform Catalogue of Life specia Phytomyza nepetae nu are subspecii cunoscute.